# Mordella moscovia
Mordella moscovia es una especie de coleóptero de la familia Mordellidae.

## Distribución geográfica
Habita en Bohemia (República Checa).